# Makar Ignatow
Makar Dienisowicz Ignatow, ros. Макар Денисович Игнатов (ur. 21 czerwca 2000 w Petersburgu) – rosyjski łyżwiarz figurowy, startujący w konkurencji solistów. Medalista zawodów cyklu Grand Prix i Challenger Series, wicemistrz Rosji (2021).
W sierpniu 2024 roku poślubił łyżwiarkę figurową Aleksandrę Trusową.

## Osiągnięcia
| Zawody                                | 11–12          | 16–17          | 17–18          | 18–19          | 19–20          | 20–21          | 21–22          |                |                |                |                |                |                |                |                |                |                |                |                |
| Międzynarodowe                        | Międzynarodowe | Międzynarodowe | Międzynarodowe | Międzynarodowe | Międzynarodowe | Międzynarodowe | Międzynarodowe | Międzynarodowe | Międzynarodowe | Międzynarodowe | Międzynarodowe | Międzynarodowe | Międzynarodowe | Międzynarodowe | Międzynarodowe | Międzynarodowe | Międzynarodowe | Międzynarodowe | Międzynarodowe |
| ------------------------------------- | -------------- | -------------- | -------------- | -------------- | -------------- | -------------- | -------------- | -------------- | -------------- | -------------- | -------------- | -------------- | -------------- | -------------- | -------------- | -------------- | -------------- | -------------- | -------------- |
| GP NHK Trophy                         |                |                |                |                | 7              |                | 4              |                |                |                |                |                |                |                |                |                |                |                |                |
| GP Rostelecom Cup                     |                |                |                |                | 3              | 7              |                |                |                |                |                |                |                |                |                |                |                |                |                |
| GP Skate Canada International         |                |                |                |                |                |                | 4              |                |                |                |                |                |                |                |                |                |                |                |                |
| CS Golden Spin of Zagreb              |                |                |                |                | 3              |                |                |                |                |                |                |                |                |                |                |                |                |                |                |
| CS Minsk-Arena Ice Star               |                |                | 5              |                |                |                |                |                |                |                |                |                |                |                |                |                |                |                |                |
| CS Nebelhorn Trophy                   |                |                |                |                | 1              |                |                |                |                |                |                |                |                |                |                |                |                |                |                |
| CS Tallinn Trophy                     |                |                | 7              |                |                |                |                |                |                |                |                |                |                |                |                |                |                |                |                |
| International Cup of Nice             |                | 3              | 9              |                |                |                |                |                |                |                |                |                |                |                |                |                |                |                |                |
| Memoriał Dienisa Tiena                |                |                |                |                | 2              |                |                |                |                |                |                |                |                |                |                |                |                |                |                |
| Międzynarodowe: Kategorie młodzieżowe |                |                |                |                |                |                |                |                |                |                |                |                |                |                |                |                |                |                |                |
| JGP Finał                             |                |                | 4              |                |                |                |                |                |                |                |                |                |                |                |                |                |                |                |                |
| JGP w Chorwacji                       |                |                | 3              |                |                |                |                |                |                |                |                |                |                |                |                |                |                |                |                |
| JGP na Łotwie                         |                |                | 2              |                |                |                |                |                |                |                |                |                |                |                |                |                |                |                |                |
| Rooster Cup                           | 2 N            |                |                |                |                |                |                |                |                |                |                |                |                |                |                |                |                |                |                |
| Tallinn Trophy                        |                |                |                | 4              |                |                |                |                |                |                |                |                |                |                |                |                |                |                |                |
| Krajowe                               |                |                |                |                |                |                |                |                |                |                |                |                |                |                |                |                |                |                |                |
| Mistrzostwa Rosji                     |                |                | 12             |                | 4              | 2              | 10             |                |                |                |                |                |                |                |                |                |                |                |                |
| Mistrzostwa Rosji juniorów            | 10             | 4              | 6              |                |                |                |                |                |                |                |                |                |                |                |                |                |                |                |                |
| Russian Cup Final                     |                | 1 J            |                | 4              | 1              | 8              | 1              |                |                |                |                |                |                |                |                |                |                |                |                |